# Elbrus-Avia
Elbroes-Avia (Russisch: Эльбрус-авиа) was een Russische luchtvaartmaatschappij met haar thuisbasis in Naltsjik. Zij voert nationale en internationale passagiers- en vrachtvluchten uit.

## Geschiedenis
Elbrus Avia is opgericht in 1998 opvolger van Aeroflots Naltsjik divisie. Oorspronkelijk was de naam Nalchik Air Enterprise.

## Diensten
Elbrus Avia voert lijnvluchten uit naar: (nov. 2006)
Binnenland:
Moskou, Naltsjik
Buitenland:
Sharjah

## Vloot
De vloot van Elbrus-Avia bestaat uit:(Nov.2006)
- 5 Yakolev Yak-42D
- 1 Yakolev Yak-40 ()